# Винницкий национальный аграрный университет
Винницкий национальный аграрный университет (ВНАУ) — государственное высшее учебное заведение Украины. Здесь получают образование около 14000 студентов на уровне квалификационных требований младшего специалиста, бакалавра, специалиста, магистра. Уровень аккредитации — IV.

## История
Университет был основан в 1982 году.

## Структура
Обучение проводится по 6 факультетам:
- экономический факультет,
- факультет менеджмента и права,
- факультет таможeнного дeла,
- факультет технологии производства и переработки продукции животноводства,
- факультет механизации сельского хозяйства,
- агрономический факультет.